# Adrenalin
Adrenalin, summaformel C9H13NO3, är ett stresshormon och en signalsubstans som bildas i binjuremärgen och i vissa nervceller i hjärnan. Adrenalin är ett viktigt hormon som gör vår kropp redo att fly eller kämpa mot en fara. Hormonet har hittats hos många djur och även hos encelliga organismer.
Den japanska kemisten Jokichi Takamine var den första som lyckades isolera och rena hormonet år 1901. Tre år senare skedde den första syntesen av adrenalin individuellt av Friedrich Stolz och Henry Drysdale Dakin.
Utsöndringen är normalt låg, men vid aktivering av det sympatiska nervsystemet ökar utsöndringen av adrenalin från binjuren. Noradrenalin och adrenalin tillsammans med ett flertal andra ämnen kallas tillsammans för katekolaminer. De samlade effekterna av dopamin och noradrenalin utgörs främst av effekter från adrenalin och är:
- Ökad nedbrytning av fettlagret i fettvävnaden, vilket gör att mängden fettsyror som cirkulerar i blodet ökar. Fettsyrorna används i cellerna för att bilda mer ATP.
- Hjärtats slagfrekvens och slagkraft ökar, vilket leder till ökad minutvolym (och därmed även förhöjt blodtryck).

## Medicinsk användning
På grund av adrenalinets stora påverkan på kroppen kan hormonet fungera som ett läkemedel:
- Vid akuta astmaanfall används adrenalin för att vidga luftrören.
- Vid anafylaktisk chock, som orsakas av allergi, sjunker blodtrycket kraftigt och cirkulationen av blod och syre minskar. Med hjälp av adrenalinsprutor kan man behandla chocken då adrenalinet höjer blodvolymen och blodtrycket igen. Vid exempelvis svår nötallergi kan en injektion av adrenalin undanröja risken för att en person kan avlida.
- Adrenalin har länge använts vid behandling av hjärtstopp. Effektiviteten hos behandlingsmetoden är numera dock ifrågasatt.

## Syntes
Många av signalsubstanserna i nervsystemet är aminer. De bildas utgående från aminosyror genom dekarboxyleringsreaktioner.
För att syntesisera adrenalin så låter man aminosyran Tyrosin oxidera till L-DOPA med tyrosin hydroxylas som katalysator. Sedan dekarboxyleras L-DOPA till dopamin med DOPA dekarboxylas som katalysator. Nästa steg är att oxidera dopamin till noradrenalin. Det sista steget är att metylera den primära aminen i noradrenalinet, vilket ger slutprodukten adrenalin. 

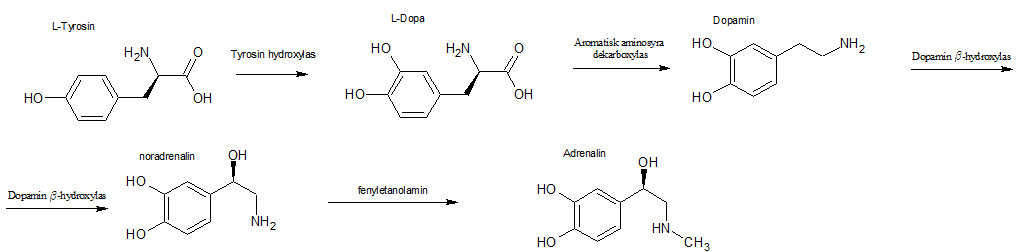
Syntes av adrenalin

## Biokemi
Noradrenalin är dels ett hormon, dels är det ett förstadium till adrenalin. Adrenalin bildas i binjuremärgens märg genom att fenyletanolamin-N-metyltransferas (PNMT), ett enzym som i hög grad finns i binjurarna, aktiveras och därefter syntetiserar adrenalin från noradrenalin genom metylering. PNMT aktiveras av adrenokortikotropiskt hormon och kortisol. Mängden adrenalin är därför beroende av kortisolvärdena.

## Namn
I vissa länder (exempelvis i Japan, Kanada, Spanien och USA) används beteckningen epinefrin som generiskt namn i stället för adrenalin. Detta har historiska orsaker: I försöken att isolera den verksamma substansen producerades i slutet av 1800-talet ett binjureextrakt som kallades epinefrin. Senare när Takamine producerade sitt rena extrakt kom detta att marknadsföras i USA under handelsnamnet Adrenaline med det generiska namnet epinephrine. Då Takamines substans dock var annorlunda än det ursprungliga epinefrinet (vars effekter inte liknade dem som det verkliga binjurehormonet har) föreslogs i England användningen av beteckningen adrenalin för den nya substansen, vilket vann anklang i stora delar av världen. Detta kom dock ej att slå igenom i USA på grund av kollisionen med det registrerade varumärket. Epinefrin är härlett från den grekiska beteckningen på binjure, medan adrenalin kommer från samma beteckning på latin.

## Subkultur

### Adrenalinjunkie
Alternativ översättning: Spänningssökare, adrenalinoman, adrenalinnörd
En adrenalinjunkie är en person som är beroende av känslan och euforin som uppstår när adrenalin utsöndras i det sympatiska nervsystemet, som exempelvis sker under ett fallskärmshopp. Detta är ett potentiellt farligt tillstånd då personer med detta beteende tenderar att dras till allt farligare saker, och oftast sätts livet på spel enbart för att få en intensivare känsla av adrenalinet.  Ännu ett exempel är så kallade "dare devils" som klättrar på byggnadskranar eller höga byggnader utan säkerhetsutrustning. 
Det är dock en grov förenkling att förklara den berusande känsla som man kan uppleva i farosituationer (adrenalinkick) som en direkt konsekvens av insöndring av adrenalin i blodet: Mekanismen är betydligt mer komplicerad och involverar hjärnan och troligen även andra perifera hormonsystem.